# Albatera
Albatera es un municipio de la Comunidad Valenciana, España. Situado en el sur de la provincia de Alicante, en la comarca de la Vega Baja. Su población es de 13 296 habitantes (INE 2024). Se trata de un municipio castellanohablante, en el que el castellano cuenta con el predominio lingüístico a nivel legal.

## Toponimia
El origen del topónimo es incierto. Se ha especulado que pueda proceder una base prerromana arabizada en batar, aunque no queda constancia.[cita requerida] Otra posibilidad es que derive del árabe الوتيرة (al-ūatīratu) «la pista», lo que denotaría su situación en las cercanías de la antigua Vía Augusta, como ocurre con muchos otros topónimos de origen viario repartidos a lo largo de las antiguas calzadas romanas (Albalat, Almusafes, Llosa de Ranes, etc.). Por último y más recientemente, también se ha defendido que la forma documentada en árabe, al-bātīra, sea un préstamo del romance petra («piedra»), teniendo entonces el mismo origen que lugares como Alpera, Petrel, Padrón, Bétera, etc.

## Geografía
Integrado en la comarca de Vega Baja del Segura, se sitúa a 43 kilómetros de la capital provincial. El término municipal está atravesado por la Autovía del Mediterráneo (A-7) y por la carretera N-340 entre los pK 697 y 703, además de por carreteras locales que permiten la comunicación con San Isidro y Hondón de los Frailes.
El municipio está situado a medio camino entre la sierra de Crevillente y la sierra de Callosa, al norte de la vega del Segura, estando atravesado por numerosos canales para el regadío. La altitud oscila entre los 682 m (Monte Alto), en la sierra de Crevillente, al norte, y los 12 m en la vega del Segura, al este. El pueblo se alza a 20 m sobre el nivel del mar.  
| Noroeste: Hondón de los Frailes | Norte: Hondón de las Nieves y Crevillente | Noreste: Crevillente                            |
| Oeste: Orihuela (exclave)       |                                           | Este: San Isidro y Crevillente                  |
| Suroeste: Orihuela (exclave)    | Sur: Cox y Granja de Rocamora             | Sureste: Granja de Rocamora y Callosa de Segura |

En el término municipal se encuentra, entre otras, la urbanización de Serralba.

## Historia

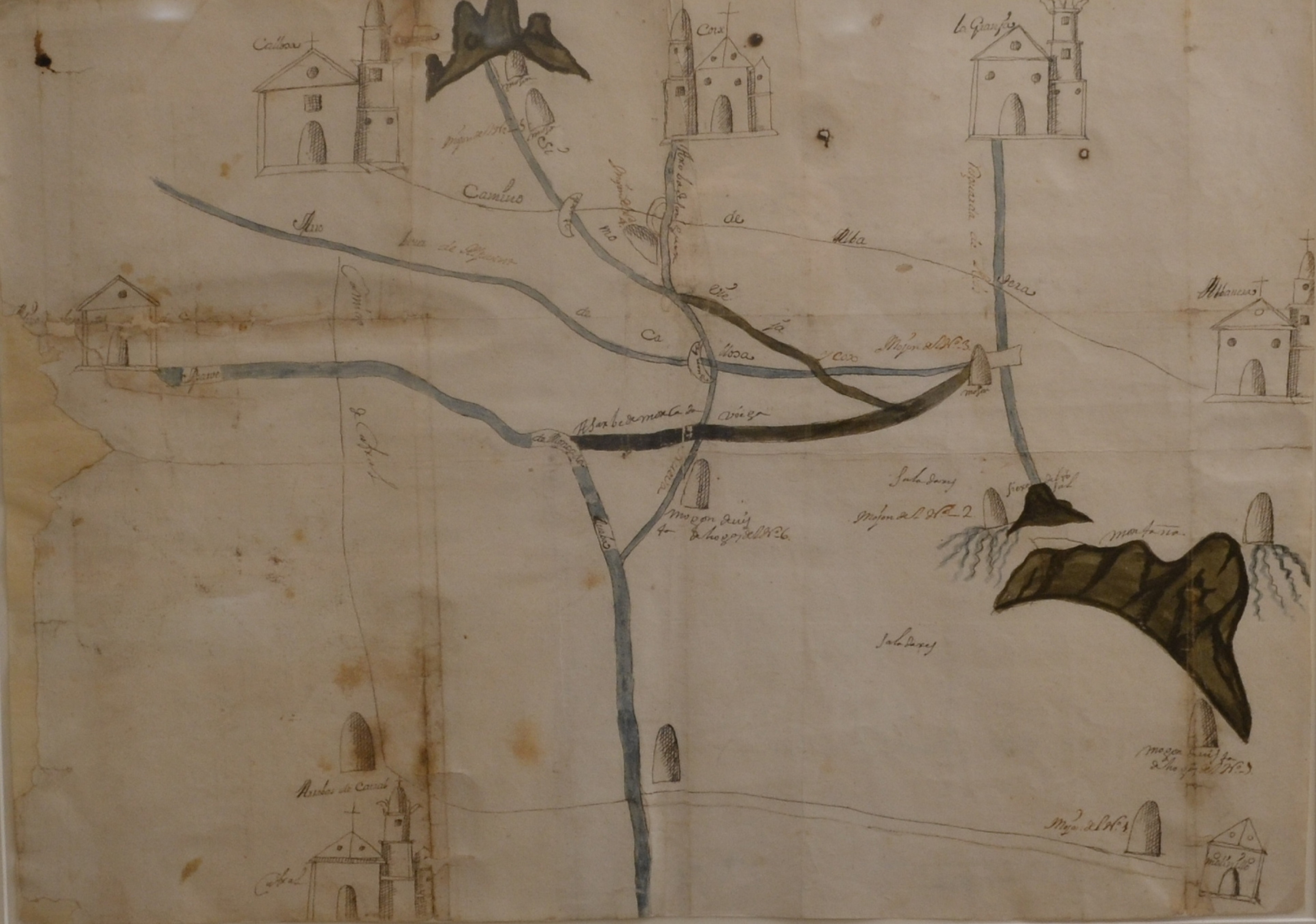
Mapa de 1729 de los términos municipales de Callosa de Segura, Cox, Albatera y la Granja de Rocamora

Albatera fue conquistada en el siglo XIII por el infante castellano Alfonso, futuro rey Alfonso X el Sabio e incluida en el término municipal de Orihuela. Se independizó en 1627, y fue elevada a Condado al año siguiente, dominado por los Rocafull. A raíz de los Decretos de Nueva Planta impulsados por Felipe V en 1707, dejó de ser pueblo de señorío y se constituyó en Ayuntamiento, con los consiguientes derechos para sus habitantes.
En esta localidad se situó, en el siglo XX, el campo de concentración de Albatera, construido en 1937, en primer término como campo de trabajo por el bando republicano durante la Guerra Civil, pero al finalizar esta fue usado como campo de concentración por las tropas franquistas.
En 1993 se segregó del término de Albatera el municipio de San Isidro.

## Demografía
Albatera cuenta con una población de 13 296 habitantes (INE 2024).
| Gráfica de evolución demográfica de Albatera entre 1842 y 2021 |
| |
| Población de derecho según los censos de población del INE Población de hecho según los censos de población del INEEn 2001 disminuye el término del municipio porque independiza a San Isidro |

## Economía
La economía de Albatera se ha basado tradicionalmente en la agricultura de regadío, con árboles frutales como la higuera, el granado y los cítricos, hortalizas, etcétera; sin embargo, hoy en día esta actividad económica no constituye el sector principal, que ha sido ocupado por el sector servicios en general y el comercio en particular. Destaca, dentro de este sector, la venta ambulante, una actividad de máxima importancia entre los habitantes de Albatera.
También hubo en un pasado reciente una importante industria textil y de zapatos, hoy desaparecida por la competencia de los productos importados de China, y muchas fábricas de género se han convertido en meros almacenes de productos chinos.
En un pasado algo anterior existía una floreciente industria del procesamiento del cáñamo y la manufactura de escobas.

## Administración y política
|                                                   |                            |           |        |       |            |            |
| Elecciones municipales de España de 2023          |                            |           |        |       |            |            |
| Partido                                           | Partido                    | Candidato | Votos  | Votos | Concejales | Concejales |
| Partido Popular - PP                              | Ana Iluminada Serna García | 3747      | 61,1 % | 11    | 2          |            |
| Partido Socialista del País Valenciano - PSOE     | Mario Berná Box            | 1693      | 27,6 % | 5     | 1          |            |
| VOX                                               | Emilia Rael Gilabert       | 538       | 8,77 % | 1     | =          |            |
| Albatera Unida - Izquierda Unida - Unidas Podemos | Manuel Rodes Cerdá         | 101       | 1,64 % | 0     | =          |            |
| Fuente: Ministerio del Interior (España).         |                            |           |        |       |            |            |

| Periodo   | Nombre                                                                  | Partido        |
| --------- | ----------------------------------------------------------------------- | -------------- |
| 1979-1983 | Manuel Sánchez Carreño                                                  | PCE            |
| 1983-1987 | Antonio Martínez Martínez                                               | PSPV-PSOE      |
| 1987-1991 | Antonio Martínez Martínez                                               | PSPV-PSOE      |
| 1991-1995 | Juan Pedro García Carbonell                                             | PSPV-PSOE      |
| 1995-1999 | Juan Pedro García Carbonell                                             | PSPV-PSOE      |
| 1999-2003 | Francisco García Gelardo                                                | PSPV-PSOE      |
| 2003-2007 | Francisco García Gelardo                                                | PSPV-PSOE      |
| 2007-2011 | Federico del Pilar Berná Gutiérrez                                      | PP             |
| 2011-2015 | Federico del Pilar Berná Gutiérrez                                      | PP             |
| 2015-2019 | Rosa Guillén Cantó (2015-2017) Mª Rosario Ballester Hurtado (2017-2019) | PSPV-PSOE UPyD |
| 2019-2023 | Ana Iluminada Serna García                                              | PP             |
| 2023-act. | Ana Iluminada Serna García                                              | PP             |

## Patrimonio
Lo más destacado del patrimonio histórico de Albatera son:
- La portada renacentista del Palacio de los Rocafull (de mediados del siglo XVI), recuperada y depositada en dependencias municipales en 2004 por un equipo de investigación.
- La iglesia parroquial de Santiago Apóstol, construida en 1727, de estilo barroco valenciano y con influencias (en el ornamento) del Rococó francés.
- El parque de la Huerta, es un espacio ajardinado con una superficie de 30 000 m². Está formado por zonas de praderas, grupos de arbustos, cataratas y cascadas, y zonas de juegos infantiles. También cuenta con un auditorio cubierto con capacidad para 3000 personas y dotado de la infraestructura necesaria para albergar espectáculos y eventos culturales y sociales del municipio y de la comarca
- La Rambla Salada de Albatera es un cauce que corta la sierra de Crevillente en dirección norte-sur. En ella hay depósitos de sal formados por precipitación al evaporarse el agua en los periodos secos. En la rambla quedan los restos de pozos y acueductos para la conducción y aprovechamiento del agua para uso agrícola.

## Fiestas
- Moros y Cristianos: se celebran a finales de julio coincidiendo con el día del patrón de España, Santiago Apóstol y el patrón de Albatera. La noche anterior, la del día 24 de julio, Albatera es liberada del dominio musulmán y el moro entrega las llaves de la ciudad al caballero de Santiago y este al Apóstol, cuya imagen sale del interior del templo parroquial, envuelto en una espectacularidad de luces, pólvora, sonido y devoción.
- Semana Santa: aúna pasión y tradición. Durante la semana se podrán contemplar desfiles procesionales con su imaginería. Una de las tradiciones más populares es la comida de la mona de Pascua, que se celebra el lunes después del Domingo de Resurrección.
- Virgen del Rosario: es la patrona de Albatera y se celebre el día 7 de octubre. Viviendo costumbres como la entrega de granadas a todo aquel que se acerque a la localidad. Destaca también como en otros municipios de la comarca, la despierta, que se canta por las calles en honor a la Virgen.

## Ciudades hermanadas
- Saint-André-de-Cubzac (Gironda, Nueva Aquitania, Francia).